# Josías de Judá
Josías (en hebreo: יֹאשיהו‎, romanizado: Yošiyyáhu, lit. 'apoyado por Yahw(eh)') fue un personaje de la Biblia, en los libros de Reyes y las Crónicas fue rey de Judá, e instituyó reformas importantes. En su reinado se inició la recopilación y edición del Deuteronomio bajo el liderazgo religioso del profeta Jeremías.
Era hijo de Amón y Jedidah, y tuvo cuatro hijos: Johanán (el primogénito; no se sabe cómo murió y nunca reinó, cf. 1 Cr 3:15), Joacim o Eliaquim, quien tuvo como hijo a Joaquín o Jeconías; Sedecías o Matanías y Joacaz o Salum. Joacaz fue su sucesor. Sin embargo el nacimiento de Josías ya había sido profetizado ante el rey Jeroboam I trescientos años antes en I Reyes 13:2.
Aunque comenzó a reinar a la edad más temprana de 8 años por la muerte de su padre, sin embargo el más temprano de todos fue Joás de Judá, a los 7 años según 2 Reyes 11:21 ("Era Joás de 7 años cuando comenzó a reinar").

## Reinado

### Relato bíblico
Josías subió al trono a los ocho años de edad, debido al asesinato de su padre Amón y reinó durante treinta y uno. En política interior fue importante el vuelco dado: fomentó el yahvismo y prohibió el resto de creencias tradicionales, destruyendo sus santuarios y objetos de culto, política que realizó también en las franjas fronterizas del reino de Israel. 
Al subir al trono la situación internacional era inestable: en el este el imperio asirio comenzaba a desintegrarse y el babilónico aún no lo había sustituido, y al oeste Egipto todavía se estaba recuperando de la dominación asiria. Gracias a la debilidad de las grandes potencias, Judá pudo gobernarse a sí mismo.
En el año 612 a. C. la capital asiria, Nínive, fue conquistada por Nabopolasar, rey de Babilonia. Josías aprovechó la debilidad asiria y reconquistó algunas zonas del norte del reino de Israel. Tuvo una disputa con Egipto, que temía un fortalecimiento de Mesopotamia y quería precipitarse en ayuda de los asirios. En la primavera de 609 a. C., el faraón Necao II encabezó una importante fuerza para ayudar a los asirios. A la cabeza de un gran ejército, Necao tomó la ruta de la Vía Maris con el apoyo de su flota del Mediterráneo, pero al intentar cruzar por tierra encontró el paso del valle de Jezreel bloqueado por el ejército de Judá dirigido por Josías, aliado de Babilonia. En la batalla de Megido Josías murió.
A pesar de la ayuda egipcia el imperio asirio se derrumbó y Necao regresó a Egipto. Durante su regreso se encontró con que en Judá se había elegido como rey a Joacaz en detrimento de su hermano primogénito, así que el faraón lo destituyó y reemplazó por Joacim, el heredero de Josías, y se llevó prisionero a Joacaz.

### Historicidad
Las únicas fuentes sobre el rey Josías provienen de la Biblia, especialmente de 2 Reyes 22-23 y 2 Crónicas 34-35. No existe evidencia arqueológica ni del rey ni de su reinado (por lo menos como relata la Biblia), la mayoría de los eruditos creen que existió históricamente y que la ausencia de evidencia se debe a los pocos documentos que sobrevivieron de un período tan temprano, y a que Jerusalén fue conquistada y ocupada, destruida y reconstruida durante miles de años.
Algunos eruditos consideran que el relato de Crónicas sobre su muerte no es confiable, ya que estaría basado en la descripción de la muerte de un rey diferente, Ajab, y cumple con la agenda religiosa del cronista de atribuir la muerte de un rey justo a algún tipo de pecado.
En esta línea, algunos investigadores han concluido que lo que ocurrió realmente fue que Necao lo convocó como vasallo, lo investigó y lo decapitó por evadir el tributo correcto a Egipto. El texto religioso apunta que la muerte del rey fue porque este se negó a escuchar al profeta Jeremías, pensando que ninguna espada atravesaría Judá, esto según el Libro de Jeremías. 

## Testimonios de su época
Las principales fuentes de información para su reinado son 2 Reyes y 2 Crónicas, pero existe una considerable evidencia arqueológica, incluyendo una serie de sellos y documentos con la impresión de su sello. En esta línea, una impresión de sello descubierta en el año 2019 lee "(Perteneciente) a Netán-Mélek, sirviente del rey", confirmando la existencia del homónimo sirviente de Josías (cf. 2 Reyes 23:11). También se han descubierto una bula mencionando a los Sumos Sacerdotes Jilquías (cf. 2 Reyes 22:4) y su hijo Azarías (cf. 1 Crónicas 5:39), un sello que refiere al ministro real Asaías (cf. 2 Reyes 22:12), así como otras bulas mencionando a Gemarías, hijo de Safán (habiendo sido este último un escriba de dicho Josías) y a su antecesor Asalías, hijo de Mesullam (cf. 2 Reyes 22:3).
El hecho de que varios sellos datados de su reinado muestren solo su nombre y no las imágenes de estrellas y la luna anteriores, indica una posible evolución relacionada con la aplicación de un riguroso monoteísmo por parte de Josías.

## Sucesión
| Predecesor: Amón | Rey de Judá 640 a. C. - 609 a. C. | Sucesor: Joacaz |